# Хаметова, Хабибамал Бикмухаметовна
Хабибама́л Бикмухаме́товна Хаме́това (баш. Хәбибъямал Бикмөхәмәт ҡыҙы Хәмитова; 1 июля 1890, с. Аминево, Екатеринбургский уезд, Пермская губерния — 17 сентября 2011, Озёрск, Челябинская область) — российская долгожительница, башкирка, проживавшая в Челябинской области.

## Биография
Хабибамал Бикмухаметовна родилась в селе Аминево Кунашакского района. Вышла замуж в 16 лет. Родила семерых детей: четверых сыновей и трёх дочерей. Отца Хабибамал раскулачили в 1930-х годах и сослали в Сибирь. Муж и старший сын погибли на фронте во время Великой Отечественной войны. Всю жизнь работала на колхозных полях и фермах. Проживая в деревне Карагайкуль, была телятницей, потом знахаркой и повитухой, принимала роды, лечила односельчан. Долгожительство Хамитовой потомственное: мама Хабибамал, Накия, прожила 105 лет, а родная сестра бабушки Хабибамал жила до 115 лет. У Хабибамал Бикмухаметовны было восемь внуков, девятнадцать внучек, свыше 40 правнуков и 16 праправнуков (по другим данным — 15).
По признанию родственников и самой Хабибамал, пройти через три века ей помогли жизнь по режиму, здоровое питание, движение и молитвы. Вставала она, как правило, в шесть утра, затем следовали молитва, завтрак и, по-возможности, прогулки. «Надо довольствоваться немногим, жить в дружбе и помнить о Боге», — говорила Хабибамал.
С 1994 года, когда ей исполнилось 104 года, Хабибамал Бикмухаметовна переехала в город Озёрск (80 км от Челябинска), где жила в семье своей 65-летней внучки Танзили.
Переехав в город, от занятий своих не отказалась. Сама роды уже не принимала, но помогала малышам, страдающим пупочной грыжей. Врачи местного роддома сами направляли к ней маленьких пациентов. До 118 лет самостоятельно выходила из квартиры и поднималась на верхние этажи дома — для разминки. Предпочитала только протёртую пищу, любила чай с изюмом, йогурты с ягодами. В возрасте 119 лет Хабибамал практически ослепла и читала молитвы по памяти.
В паспорте долгожительницы стоял только год её рождения — 1890-й. Но сама она считала, что родилась летом, поэтому день рождения отмечала 1 июля.
Скончалась на 122-м году жизни 17 сентября 2011 года в Озёрске Челябинской области.